# HYC Herentals
HYC Herentals – belgijski klub hokejowy z siedzibą w Herentals.
W 2012 drużyna przystąpiła do rozgrywek ligi holenderskiej.

## Sukcesy
- Złoty medal mistrzostw Belgii (10 razy): 1981, 1984, 1985, 1993, 1994, 1997, 1998, 2002, 2009, 2012, 2016
- Złoty medal Division I (1 raz): 2005
- Puchar Belgii (9 razy): 1986, 1989, 1991, 1995, 1999, 2000, 2003, 2012, 2013, 2016, 2017
- Złoty medal BeNe League: 2016